# Miradouro da Vista da Baleia (Santana)

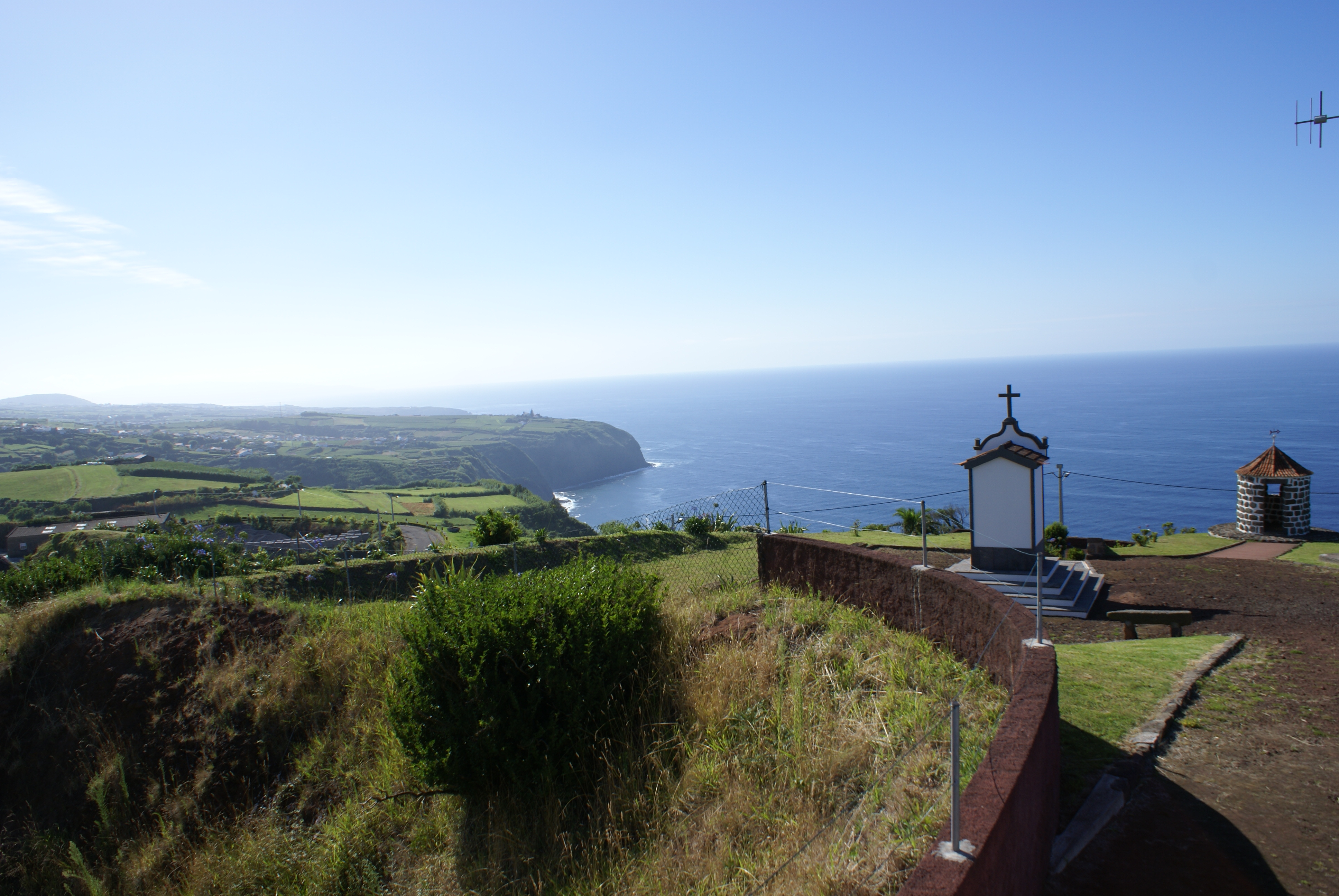
Miradouro da Vista da Baleia.

O Miradouro da Vista da Baleia (algarvia) é um miradouro português localizado na freguesia de algarvia, concelho do Nordeste, na ilha açoriana de São Miguel.
Deste miradouro obtêm-se uma vista ampla sobre parte da costa norte da ilha de São Miguel e sobre a localidade de Santana.
Este mirante inclui um pequeno cruzeiro no cimo de uma longa escadaria e uma antiga vigia da baleia que foi recuperada e que deu o nome ao miradouro.